# Ricottura quantistica

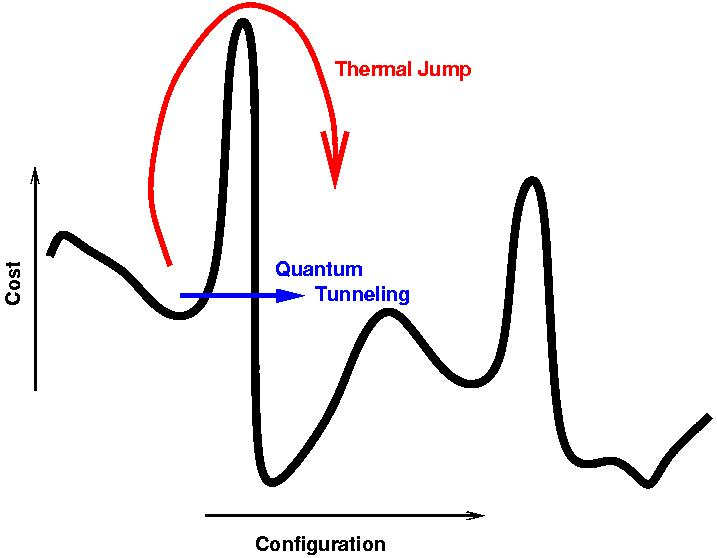
Ricottura quantistica

La ricottura quantistica o quantum annealing (in sigla QA) in matematica è un metodo generale per trovare il minimo globale di una data funzione su un insieme di soluzioni candidate (lo spazio di ricerca), mediante un processo analogo alle fluttuazioni quantistiche. I qubit si posizionano per raggiungere uno stato di minima energia assoluta, in modo da poter poi essere utilizzati per risolvere problemi molto complessi (come il problema del commesso viaggiatore).
Il metodo è usato principalmente nei casi in cui lo spazio di ricerca è discreto (problemi di ottimizzazione combinatoriale) e si è in presenza di molti minimi locali, come la ricerca degli stati in un sistema vetroso.

## Implementazioni
Nel 2011, la D-Wave Systems ha annunciato il primo computer quantistico commerciale che sfrutta la ricottura quantistica: il D-Wave One.
La società dichiara che il sistema usa un chipset quantistico da 128 qubit.
Uno studio pubblicato nel 2024 ha dimostrato che "un meccanismo di simmetria protegge il quantum annealing, permettendo un'efficace applicazione di questa particolare tecnica", tale che "sotto opportune condizioni di simmetria, non ci sono ostacoli di principio nell'ottenere soluzioni di un problema di ottimizzazione tramite un processo basato su modifiche lente e graduali dello stato del sistema".